# Rezolucja Rady Bezpieczeństwa ONZ nr 222
Rezolucja Rady Bezpieczeństwa ONZ nr 222 została przyjęta jednomyślnie 16 czerwca 1966 r.
Rada potwierdziła swoje poprzednie rezolucje w kwestii cypryjskiej oraz przedłużyła mandat Sił Pokojowych ONZ na Cyprze na kolejne 6 miesiące do dnia 26 grudnia 1966 r.
Rada wezwała również wszytskie zaangażowane strony do dalszego działania z największą powściągliwością oraz pełną współpracę z siłami pokojowymi.